# Edmund H. Driggs
Edmund Hope Driggs (* 2. Mai 1865 in Brooklyn, New York; † 27. September 1946 ebenda) war ein US-amerikanischer Politiker. Zwischen 1897 und 1901 vertrat er den Bundesstaat New York im US-Repräsentantenhaus.

## Werdegang
Edmund Hope Driggs wurde während der letzten Monate des Bürgerkrieges in der damals noch eigenständigen Stadt Brooklyn geboren. Er besuchte öffentliche Schulen und die Adelphi Academy in Brooklyn. Danach war er im Unfallversicherungsgeschäft tätig. Politisch gehörte er der Demokratischen Partei an. Er wurde am 6. Dezember 1897 im dritten Wahlbezirk von New York in das US-Repräsentantenhaus in Washington, D.C. gewählt, um dort die Vakanz zu füllen, die durch den Rücktritt von Francis H. Wilson entstand. Bei den folgenden Kongresswahlen des Jahres 1898 wurde er für eine volle Amtszeit in das US-Repräsentantenhaus gewählt. Allerdings erlitt er bei seiner erneuten Kandidatur im Jahr 1900 eine Niederlage und schied nach dem 3. März 1901 aus dem Kongress aus. Danach verfolgte er das Unfallversicherungsgeschäft weiter, war aber auch in der Sicherheitstechnik tätig. Er starb am 27. September 1946 in Brooklyn und wurde auf dem Cypress Hills Cemetery beigesetzt.